# 锡雷斯
锡雷斯（法語：Cirès，法語發音：[siʁɛs]）是法国上加龙省的一个市镇，属于圣戈当区。

## 地理
锡雷斯（42°51'8"N, 0°31'3"E）面积5.11 平方千米，位于法国奧克西塔尼大區上加龙省，该省份为法国西南部内陆省份，西南端与西班牙接壤，自此顺时针与上比利牛斯省、热尔省、塔恩-加龙省、塔恩省、奥德省和阿列日省接壤。
与锡雷斯接壤的市镇（或旧市镇、城区）包括：费雷尔、韦伊堡、卡泰尔维耶勒、科布、普博、索斯特。

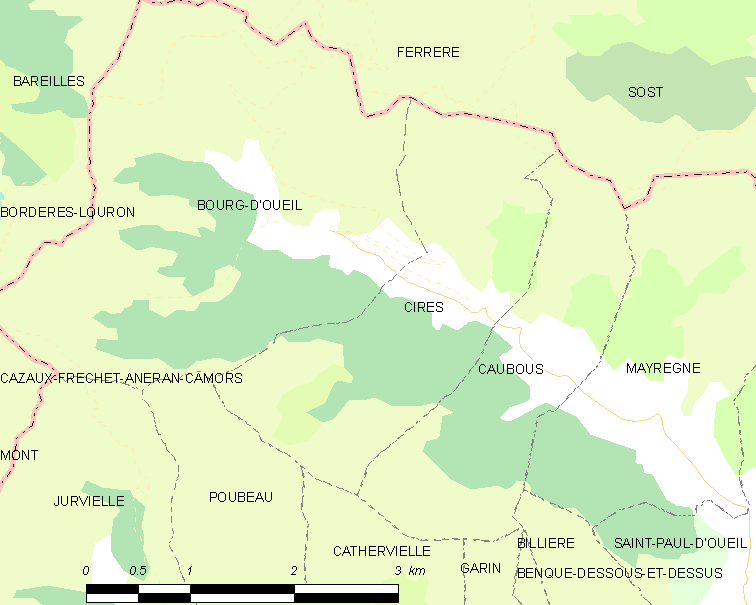
锡雷斯的OSM定位图

锡雷斯的时区为UTC+01:00、UTC+02:00（夏令时）。

## 行政
锡雷斯的邮政编码为31110，INSEE市镇编码为31146。

## 政治
锡雷斯所属的省级选区为巴涅尔德吕雄县。

## 人口

1962-2008年间锡雷斯人口变化图示

锡雷斯于2022年1月1日时的人口数量为11人。